# Habenaria gilbertii
Habenaria gilbertii är en orkidéart som beskrevs av Sarah Thomas och Phillip James Cribb. Habenaria gilbertii ingår i släktet Habenaria och familjen orkidéer. Inga underarter finns listade i Catalogue of Life.